# Камазин Кука
Камазин Кука — река в России, протекает в Шабалинском районе Кировской области. Устье реки находится в 15 км по правому берегу реки Кука. Длина реки составляет 11 км.
Исток реки расположен в лесах в 6 км к юго-западу от посёлка Гостовский и в 30 км к западу от посёлка Ленинское. Река течёт на юго-восток по ненаселённому заболоченному лесу.

## Данные водного реестра
По данным государственного водного реестра России относится к Верхневолжскому бассейновому округу, водохозяйственный участок реки — Ветлуга от истока до города Ветлуга, речной подбассейн реки — Волга от впадения Оки до Куйбышевского водохранилища (без бассейна Суры). Речной бассейн реки — (Верхняя) Волга до Куйбышевского водохранилища (без бассейна Оки).
Код объекта в государственном водном реестре — 08010400112110000042193.